# Dichtehöhe

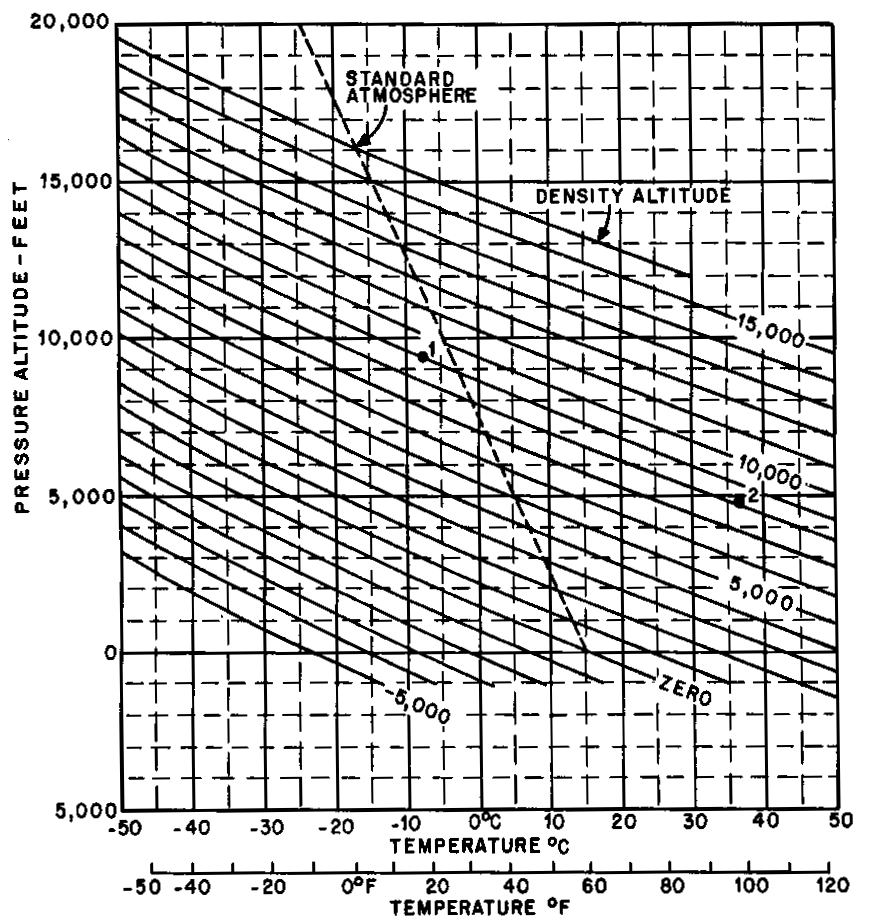
Diagramm zum Ermitteln der Dichtehöhe

Die Dichtehöhe (englisch density altitude) beschreibt die momentane Dichte der Luft an einem bestimmten Ort, also die Luftdichte zum Beispiel auf einem Flugplatz oder auf einem bestimmten Flugniveau. Statt die von Höhe, Temperatur und Luftdruck (reduziert auf Meereshöhe) abhängige Dichte der Luft wie üblich in {\displaystyle kg/m^{3}} anzugeben, beschreibt man in der Luftfahrt die momentane Luftdichte mit jener Höhe, welche in der Standardatmosphäre dieser Luftdichte entspricht.
Die Dichtehöhe kann nach oben und unten von der tatsächlichen Flughöhe abweichen. Ein Flugzeug, das auf 5000 Fuß über Meer fliegt, findet zum Beispiel eine Luftdichte vor, die in der Standardatmosphäre einer Höhe von 6000 Fuß entspricht. Die Dichtehöhe des Flugzeuges ist in diesem Fall 6000 Fuß, obwohl es auf 5000 Fuß fliegt. Die Effizienz der Motoren, der Flügel und der Propeller ist derart, als flöge das Flugzeug in der Normatmosphäre auf 6000 Fuß über Meereshöhe.

## Herleitung und Bedeutung
Luftdichte ist die Teilchendichte des Gasgemisches Luft, die wesentlich von Druck, Wasserdampfgehalt und Temperatur abhängt. Bezugswert der Dichtehöhe ist deshalb zunächst die sogenannte Standardatmosphäre. In ihr ist festgelegt, dass auf Meereshöhe der Luftdruck stets 1013,25 mbar  und die Lufttemperatur 15 °C beträgt. Druck und Temperatur nehmen mit zunehmender Höhe nach physikalischen Gesetzen ab. So kann jedem bekannten Dichtewert der Luft eine bestimmte, fixe Höhe zugeordnet werden. Von dieser hängen die Leistungsdaten eines Flugzeuges maßgeblich ab. Meteorologisch bedingte Faktoren wie Luftfeuchtigkeit und vor allem Temperatur variieren nun je nach Wetterlage zeitlich und örtlich. Folglich sind auch Dichte und Dichtehöhe keine Konstanten, sondern müssen in Bezug zur Standardatmosphäre immer neu berechnet werden und sind bei der Flugplanung zu beachten.
An einem heißen Tag wird die Teilchendichte geringer, die Luft also „dünner“. Sie erzeugt damit als Trägermedium weniger Auftrieb, der stattdessen durch höhere Geschwindigkeit erzeugt werden muss. Die für den Start des Flugzeuges notwendige Pistenlänge wird dadurch länger. Das Flugzeug startet also auf einer gegenüber der tatsächlichen Höhe des Flugplatzes größeren Dichtehöhe. Gleiches gilt für die Steigleistung des Flugzeugs. Der Start auf einem Flugplatz mit einer tatsächlichen Platzhöhe auf 1500 Fuß über dem Meeresspiegel Normalhöhe muss bei geringerer Luftdichte also so geplant werden, als läge der Flugplatz höher, z. B. bei 2000 Fuß.
An einem kalten Tag hingegen wird die Luft dichter und somit tragfähiger. Für den Start desselben Flugzeugs am selben Flugplatz wird die Startstrecke dann kürzer – es hebt früher ab und steigt schneller. Bei derselben Pistenlänge auf derselben Höhe über dem Meeresspiegel kann das Flugzeug bei geringerer Dichtehöhe auch schwerer beladen werden, während umgekehrt bei großer Dichtehöhe das Flugzeug nicht vollständig betankt oder beladen werden darf.

## Konkrete Folgen der Dichtehöhe
Wie oben erwähnt, sind Start- und Landestrecken von der Dichtehöhe abhängig. Bei großer Dichtehöhe muss Beladung und Betankung verringert werden. Weniger Kraftstoff macht jedoch unter Umständen unerwünschte Zwischenlandungen notwendig. Des Weiteren verlegen Piloten bei großer Dichtehöhe ihre Flüge eher in die kühlen Morgen- oder Abendstunden. Da Starts und Landungen in großer Höhe bei hohen Temperaturen eine besondere Herausforderung darstellen, werden solche Bedingungen mit dem Begriff Hot and high beschrieben und gezielt getestet.
Gebirge und Pässe können nur dann sicher überflogen werden, wenn die Dichtehöhe eine ausreichende Leistungsreserve zulässt. Die Dichtehöhe ist auch der Grund, warum Flugzeuge die sogenannte Dienstgipfelhöhe manchmal nicht erreichen können – während an sehr kalten Tagen Überschreitungen problemlos möglich sind.
Verlockend ist der Gebrauch der Landeklappen. Mit stärkerem Ausfahren der Landeklappen lässt sich bei selber Geschwindigkeit ein höherer Auftrieb erzielen, eine kürzere Startrollstrecke und auch ein größerer Steigwinkel, jedoch geht dies zu Lasten der Steigrate, die gerade in der Gebirgsfliegerei wichtig ist. Ein hoher Steigwinkel wird dagegen angestrebt, wenn Hindernisse in Flugplatznähe zu überfliegen sind. Ebenso bedingt der Einsatz der Landeklappen eine höhere Motorleistung, die jedoch wiederum von der Dichtehöhe behindert wird.
Mit einem Diagramm – dem sogenannten Koch chart – lässt sich aufgrund der Druckhöhe und der Lufttemperatur ermitteln, um wie viele Prozent sich die Startrollstrecke erhöht, und um wie viele Prozent die Steigrate abnimmt.

## Berechnung der Dichtehöhe
Die oben aufgeführte Grafik zeigt, wie die Dichtehöhe ausgehend von der Druckhöhe (Pressure-Altitude) und der momentan herrschenden Temperatur abgeleitet wird. Die Dichtehöhe verändert sich für jedes Grad Celsius der Abweichung von der Normtemperatur für die gegebene Druckhöhe um 120 Fuß. Die Druckhöhe ist die Höhe in der Standardatmosphäre (ISA), auf der derselbe Druck herrscht, wie am Ort unserer Betrachtung. Die Druckhöhe ändert sich um 30 Fuss für jedes hPa Druckabweichung vom Normdruck auf Meereshöhe. Zur Bestimmung der Dichtehöhe, muss erst die Druckhöhe (aus geografischer Höhe und Druckabweichung vom Normaldruck) bestimmt werden. Anschließend kann die Dichtehöhe (aus Druckhöhe und Abweichung von der Normtemperatur) bestimmt werden.
{\displaystyle {\text{Druckhöhe}}(ft)={\text{Geografische Höhe}}-30{\frac {ft}{hPa}}\cdot {\text{Abweichung vom Normaldruck}}(hPa)}

{\displaystyle {\text{Abweichung von Normtemperatur}}(^{\circ }C)={\text{OAT}}(^{\circ }C)-{\text{ISA-Normtemperatur}}(^{\circ }C)}

{\displaystyle {\text{Dichtehöhe}}(ft)={\text{Druckhöhe}}(ft)+120{\frac {ft}{^{\circ }C}}\cdot {\text{Abweichung von Normtemperatur}}(^{\circ }C)}
- Die Druckhöhe kann, wenn ein Flugzeug am Boden steht, abgelesen werden, indem der Höhenmesser auf 29.92 inch Quecksilbersäule (= 1013 hPa) eingestellt wird.
- OAT, die tatsächliche Außenlufttemperatur in Grad Celsius (outside air temperature)
- Die ISA-Temperatur beträgt auf Meereshöhe 15 °C und sie sinkt pro 1000 Fuß Höhe um 2 °C. Auf 9000 Fuß Höhe beträgt die ISA-Temperatur also −3 °C.

### Beispiel
Der Flugplatz von Samedan liegt auf 5600 Fuß bzw. 1707 m Höhe über Meer. Die Normtemperatur für diese Höhe ist 4 °C. Die momentane Temperatur sei 25 °C. Der Luftdruck auf Meereshöhe (QNH) betrage bei Samedan momentan 1000 hPa.
Der momentane Luftdruck liegt 13 hPa unter dem Normaldruck. Die Druckhöhe liegt damit {\displaystyle 13hPa\cdot 30{\frac {ft}{hPa}}=390ft} über der geografischen Höhe. Die Druckhöhe ist damit 5990 Fuß. Die „neue“ Normtemperatur für diese Höhe beträgt jetzt nur noch 3 °C (5990 Fuß / 1000 Fuß pro 2 °C ergibt 12 °C, somit 15 °C – 12 °C ergibt 3 °C). Die momentane Temperatur liegt 22 °C über der Normtemperatur. Die Dichtehöhe liegt somit {\displaystyle 22\cdot 120ft=2640ft} über der Druckhöhe. Die Dichtehöhe ist somit 8630 Fuß.
Der Pilot muss den Flug also so planen, als würde er nicht auf 5600, sondern auf 8630 Fuß Höhe starten.